# La Celle-sous-Gouzon
La Celle-sous-Gouzon – miejscowość i gmina we Francji, w regionie Nowa Akwitania, w departamencie Creuse.
Według danych na rok 1990 gminę zamieszkiwały 162 osoby, a gęstość zaludnienia wynosiła 12 osób/km² (wśród 747 gmin Limousin La Celle-sous-Gouzon plasuje się na 464. miejscu pod względem liczby ludności, natomiast pod względem powierzchni na miejscu 483.).